# Championnat du Zimbabwe de football 1998-1999
Navigation
Saison suivante Saison suivante
La saison 1998-1999 du Championnat du Zimbabwe de football est la trente-septième édition de la première division professionnelle au Zimbabwe à poule unique, la National Premier Soccer League. Seize clubs prennent part au championnat qui prend la forme d'une poule unique où toutes les équipes se rencontrent deux fois au cours de la saison. En fin de saison, le dernier du classement est relégué tandis que l'avant-dernier dispute un barrage de promotion-relégation face au vice-champion de deuxième division.
C'est le club des Highlanders FC qui termine en tête du classement final, avec un seul point d'avance sur le tenant du titre, les Dynamos FC Harare et dix-huit sur les Zimbabwe Saints. C'est le 3e titre de champion du Zimbabwe de l'histoire du club.
Avant le début du championnat, Blue Swallows vend sa licence en National Premier Soccer League au club de Ziscosteel FC.

## Les clubs participants
| - Black Aces FC - Blackpool FC Harare - CAPS United - Black Rhinos - Promu de Division II - Lancashire Steel FC - Wankie FC - Highlanders FC - Dynamos FC Harare | - AmaZulu FC - Arcadia United - Chapungu United FC - Zimbabwe Saints - Ziscosteel FC - Mhangura FC - United Railstars Gwanda - Promu de Division II - Air Zimbabwe Jets FC |

## Compétition
Le barème de points servant à établir le classement se décompose ainsi :
- Victoire : 3 points
- Match nul : 1 point
- Défaite : 0 point

### Classement
| Rang | Équipe                   | Pts | J  | G  | N  | P  | Bp | Bc | Diff |
| ---- | ------------------------ | --- | -- | -- | -- | -- | -- | -- | ---- |
| 1    | Highlanders FC           | 72  | 30 | 22 | 6  | 2  | 69 | 28 | +41  |
| 2    | Dynamos FC HarareT       | 71  | 30 | 22 | 5  | 3  | 57 | 23 | +34  |
| 3    | Zimbabwe Saints          | 54  | 30 | 16 | 6  | 8  | 45 | 42 | +3   |
| 4    | CAPS United              | 49  | 30 | 15 | 4  | 11 | 50 | 37 | +13  |
| 5    | AmaZulu FC               | 47  | 30 | 13 | 8  | 9  | 52 | 32 | +20  |
| 6    | United Railstars GwandaP | 42  | 30 | 11 | 9  | 10 | 53 | 52 | +1   |
| 7    | Air Zimbabwe Jets FC     | 37  | 30 | 10 | 7  | 13 | 39 | 53 | -14  |
| 8    | Black RhinosP            | 36  | 30 | 10 | 6  | 14 | 42 | 50 | -8   |
| 9    | Chapungu United FC       | 36  | 30 | 8  | 12 | 10 | 35 | 39 | -4   |
| 10   | Mhangura FC              | 33  | 30 | 9  | 6  | 15 | 35 | 44 | -9   |
| 11   | Black Aces FC            | 32  | 30 | 9  | 5  | 16 | 29 | 44 | -15  |
| 12   | Wankie FC                | 31  | 30 | 7  | 10 | 13 | 37 | 44 | -7   |
| 13   | Arcadia United           | 31  | 30 | 7  | 10 | 13 | 35 | 44 | -9   |
| 14   | Lancashire Steel FC      | 31  | 30 | 9  | 4  | 17 | 38 | 53 | -15  |
| 15   | Blackpool FC Harare      | 31  | 30 | 8  | 7  | 15 | 34 | 55 | -21  |
| 16   | Ziscosteel FC            | 29  | 30 | 6  | 11 | 13 | 36 | 46 | -10  |

|  | Qualification pour la Ligue des champions 2000   |
|  | Participation au barrage de promotion-relégation |
|  | Relégation en deuxième division                  |
|  | (T) Tenant du titre (P) : Promu de Division Two  |

## Bilan de la saison
| Championnat du Zimbabwe de football 1998-1999 |                           |
| Champion                                      | Highlanders FC (3e titre) |
| Coupes et trophées                            |                           |
| Vainqueur de la Coupe du Zimbabwe 1998-1999   | Non disputée              |
| Qualifications continentales                  |                           |
| Ligue des champions 2000                      | Highlanders FC            |
| Coupe des Coupes 2000                         | Aucun                     |
| Coupe de la CAF 2000                          | Aucun                     |
| Promotions et relégations                     |                           |
| Promus en National Premier Soccer League      | Masvingo United           |
| Promus en National Premier Soccer League      | Eiffel Flats FC           |
| Promus en National Premier Soccer League      | Darryn T FC               |
| Relégués en Division One                      | Ziscosteel FC             |